# Mae Clarke
Mae Clarke est une actrice américaine née le 16 août 1910 à Philadelphie, Pennsylvanie (États-Unis), morte le 29 avril 1992 à Woodland Hills (Los Angeles).

## Biographie

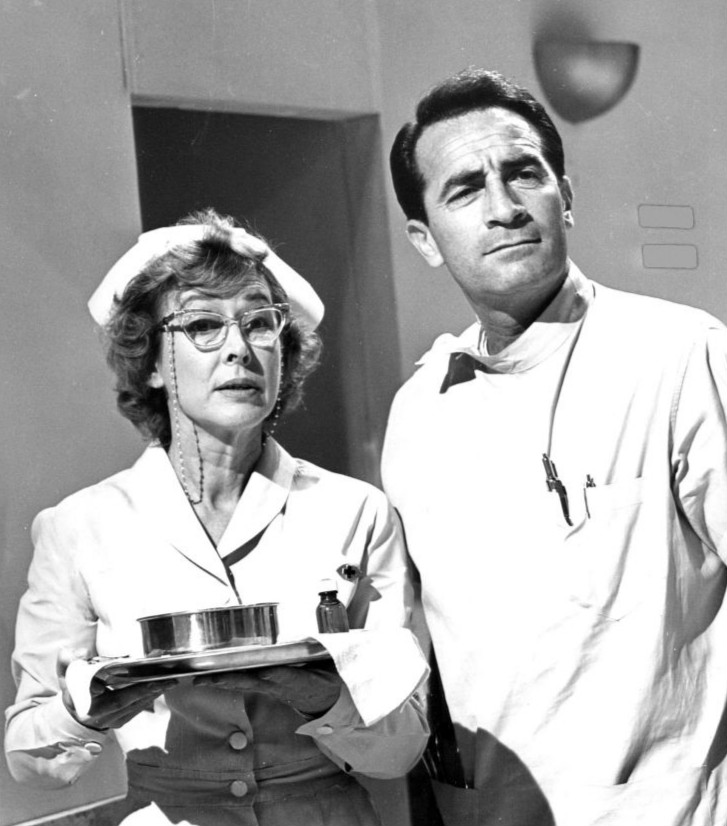
Mae Clarke avec John Beradino dans General Hospital

## Filmographie

### Années 1920
- 1929 : Big Time de Kenneth Hawks : Lily Clark
- 1929 : Nix on Dames (en) de Donald Gallaher : Jackie Lee

### Années 1930
- 1930 : The Fall Guy (en) de Leslie Pearce : Bertha Quinlan
- 1930 : The Dancers (en) de Chandler Sprague : Maxine
- 1930 : Men on Call de John G. Blystone : Helen Gordon alias Helen Harding
- 1931 : The Front Page de Lewis Milestone : Molly Malloy
- 1931 : L'Ennemi public (The Public Enemy) de William A. Wellman : Kitty
- 1931 : The Good Bad Girl de Roy William Neill : Marcia
- 1931 : Waterloo Bridge  de James Whale : Myra Deauville
- 1931 : Reckless Living (en) de Cyril Gardner : Bee
- 1931 : Frankenstein de James Whale : Elizabeth
- 1932 : Three Wise Girls de William Beaudine : Gladys Kane
- 1932 : The Final Edition (en) de Howard Higgin : Anne Woodman
- 1932 : Impatient Maiden de James Whale : Ruth Robbins
- 1932 : Cabaret de nuit (Night World) de Hobart Henley : Ruth Taylor
- 1932 : Breach of Promise (en) de Paul L. Stein : Hattie Pugmire
- 1932 : Penguin Pool Murder de George Archainbaud : Gwen Parker
- 1933 : Parole Girl : Sylvia Day
- 1933 : Fast Workers de Tod Browning : Mary
- 1933 : Turn Back the Clock d'Edgar Selwyn : Mary Gimlet / Mary Wright
- 1933 : As the Devil Commands (en) de Roy William Neill : Jane Chase
- 1933 : Penthouse : Mimi Montagne
- 1933 : Flaming Gold (en) de Ralph Ince : Claire Gordon
- 1933 : Le Tombeur (Lady Killer) de Roy Del Ruth : Myra Gale
- 1934 : This Side of Heaven (en) de William K. Howard : Jane Turner
- 1934 : Nana de Dorothy Arzner et George Fitzmaurice : Satin
- 1934 : Let's Talk It Over (en) de Kurt Neumann : Pat Rockland
- 1934 : L'Homme aux deux visages (The Man with Two Faces) d'Archie Mayo : Daphne Flowers
- 1935 : Silk Hat Kid (en) de H. Bruce Humberstone : Laura Grant
- 1935 : Aux frais de la princesse (The Daring Young Man) de William A. Seiter : Martha Allen
- 1935 : Hitch Hike Lady (en) d'Aubrey Scotto : Judith Martin
- 1936 : The House of a Thousand Candles (en) d'Arthur Lubin : Carol Vincent
- 1936 : Hearts in Bondage (en) de Lew Ayres : Constance Jordan
- 1936 : Wild Brian Kent (en) de Howard Bretherton : Betty Prentice
- 1936 : Hats Off (en) de Boris Petroff : Jo Allen
- 1936 : Ennemis publics (Great Guy) de John G. Blystone : Janet Henry
- 1937 : Trouble in Morocco d'Ernest B. Schoedsack : Linda Lawrence
- 1937 : Outlaws of the Orient d'Ernest B. Schoedsack : Joan

### Années 1940
- 1940 : Women in War de John H. Auer : Gail Halliday
- 1941 : Sailors on Leave d'Albert S. Rogell : Gwen
- 1942 : Les Tigres volants (Flying Tigers) de David Miller : Verna Bales
- 1942 : Lady from Chungking : Lavara
- 1944 : Le bonheur est pour demain (And Now Tomorrow) d'Irving Pichel : réceptionniste (non créditée)
- 1944 : La Marine en jupons (Here Come the Waves) de Mark Sandrich : Ens. Kirk
- 1945 : La Duchesse des bas-fonds (Kitty) de Mitchell Leisen : Molly
- 1948 : Reaching from Heaven de Frank Strayer : Dorothy Gram
- 1948 : Daredevils of the Clouds de George Blair : Kay Cameron
- 1949 : Gun Runner de Lambert Hillyer : Kate Diamond
- 1949 : Streets of San Francisco  de George Blair : Hazel Logan
- 1949 : King of the Rocket Men de Fred C. Brannon : Glenda Thomas

### Années 1950
- 1950 : Taxi, s'il vous plaît (The Yellow Cab Man) de Jack Donohue
- 1950 : Une rousse obstinée (The Reformer and the Redhead) de Melvin Frank  et Norman Panama
- 1950 : Annie, la reine du cirque (Annie Get Your Gun) de George Sidney : Mme Adams, une invitée à la fête
- 1950 : The Skipper Surprised His Wife d'Elliott Nugent : femme du club
- 1950 : Jamais deux sans toi (Duchess of Idaho)  de Robert Z. Leonard : Betty, la fille aux fleurs
- 1950 : Mrs. O'Malley and Mr. Malone de Norman Taurog : passagère
- 1951 : Vénus en uniforme (Three Guys Named Mike) de Charles Walters
- 1951 : Laisse-moi t'aimer (Mr. Imperium) de Don Hartman
- 1951 : Mariage royal (Royal Wedding) de Stanley Donen : standardiste
- 1951 : Le Grand Caruso (The Great Caruso) de Richard Thorpe : une femme
- 1951 : Le peuple accuse O'Hara (The People Against O'Hara) de John Sturges : réceptionniste
- 1951 : Une vedette disparaît (Callaway Went Thataway) de Melvin Frank et Norman Panama : une mère dans le train
- 1951 : Le Droit de tuer (The Unknown Man) de Richard Thorpe : l'amie de Stella
- 1952 : Ruse d'amour (Love Is Better Than Ever) de Stanley Donen : Mrs. Ireland
- 1952 : Chantons sous la pluie (Singin' in the Rain) de Stanley Donen et Gene Kelly : la coiffeuse
- 1952 : Des jupons à l'horizon (Skirts Ahoy!) de Sidney Lanfield : Miss LaValle
- 1952 : Mademoiselle gagne tout (Pat and Mike) de George Cukor : golfeuse
- 1952 : L'Intrépide (Fearless Fagan) de Stanley Donen : standardiste à l'hôpital
- 1952 : Le Miracle de Fatima (The Miracle of Our Lady of Fatima) de John Brahm : une femme en ville
- 1952 : Le Traître du Texas (Horizons West) de Budd Boetticher : Mrs. Tarleton
- 1952 : Les Diables de l'Oklahoma (Thunderbirds), de John H. Auer : Mrs. Jones
- 1952 : Sans ton amour (Because of You) de Joseph Pevney : Miss Peach, dite Miss Peachie
- 1953 : La Petite Constance (Confidentially Connie) d'Edward Buzzell: Happy Shopper
- 1954 : Le Secret magnifique (Magnificent Obsession) de Douglas Sirk : Mrs. Miller
- 1955 : Femmes en prison (Women's Prison) de Lewis Seiler : Matron Sanders
- 1955 : Pour que vivent les hommes (Not as a Stranger) de Stanley Kramer : Miss Odell
- 1955 : Un Jeu risqué (Wichita) de Jacques Tourneur : Mary Elizabeth McCoy
- 1955 : La Peur au ventre (I Died a Thousand Times) de Stuart Heisler : Mabel Baughman
- 1956 : Celui qu'on n'attendait plus (Come Next Spring) de R. G. Springsteen : Myrtle
- 1956 : L'Attaque du Fort Douglas (Mohawk) de Kurt Neumann : Minikah
- 1956 : Le Repas de noces (The Catered Affair) de Richard Brooks : la vendeuse
- 1956 : The Desperados Are in Town de Kurt Neumann : Jane Kesh
- 1956 : Ride the High Iron de Don Weis : Mme Vanders
- 1958 : Voice in the Mirror de Harry Keller  : Mme Robbins
- 1959 : Une fille très avertie (Ask Any Girl) de Charles Walters : une femme dans le train

### Années 1960
- 1963 : Hôpital central ("General Hospital") (série télévisée) : Marge (épisodes non précisés, 1963)
- 1966 : Gros Coup à Dodge City (A Big Hand for the Little Lady) de Fielder Cook : Mrs. Craig
- 1967 : Millie (Thoroughly Modern Millie) de George Roy Hill : la femme dans le bureau

### Années 1970
- 1970 : Watermelon Man de Melvin Van Peebles